# Castello di Caccuri
Il castello di Caccuri è un castello nell'omonima cittadina calabrese. Fu residenza di nobili feudatari come i Ruffo, Cavalcanti e Barracco.

## Storia
Venne eretto nel VI secolo dai Bizantini come fortino militare per controllare i possedimenti nella valle del Neto; venne poi nel tempo sempre più modificato da parte dei vari feudatari. Tra i primi feudatari attestati vi sono i messinesi Enrico e Matteo De Riso, i cui eredi decisero di cedere il feudo ai Ruffo conti di Montalto con i quali il castello cominciò a essere noto anche oltre i confini del regno di Napoli in quanto, Polissena Ruffo, vedova del cavaliere francese Giacomo de Mailly, venne concessa in sposa dalla regina al diciassettenne figlio di Muzio Attendolo, Francesco Sforza. Dal matrimonio con il duca di Milano nacque una sola figlia, Antonia. L'unione però non durò molto, in quanto Polissena e sua figlia Antonia vennero assassinate, forse su mandato della zia Novella. Nonostante Francesco Sforza perse il diritto del feudo Ruffo, a Caccuri trovò i suoi più validi collaboratori nei Simonetta: Angelo, Giovanni e soprattutto Francesco, caccurese che divenne suo reggente al momento della sua morte e venne assassinato a Pavia da Ludovico il Moro.
In seguito, dopo i Cimino, acquisirono il feudo nel 1651 i duchi Cavalcanti, baroni di Gazzella. A don Antonio Cavalcanti si deve buona parte di quello che oggi è visibile nel castello, dove la sua discendenza ebbe residenza stabile per due secoli. La Cappella Gentilizia del palazzo venne costruita proprio in questo periodo, parallelamente alla Cappella di S. Domenico nella Badia di S. Maria del Soccorso sempre a Caccuri, entrambe arricchite di tesori d'arte per cantare la gloria della famiglia di mecenati.
Ultimi feudatari nel XIX secolo i baroni Barracco, tra i quali Guglielmo stabilì la sua dimora a Caccuri e fece costruire la splendida torre sul rivellino del castello all'architetto Adolfo Mastrigli nel 1882. La Torre Mastrigli, è il simbolo dello stemma comunale di Caccuri e rende riconoscibile il borgo anche da lontano.